# فينتشنزو فرانكو
فينتشنزو فرانكو (بالإيطالية: Vincenzo Franco)‏ هو كاهن كاثوليكي إيطالي، ولد في 1 يونيو 1917 في تراني في إيطاليا، وتوفي بنفس المكان في 4 مارس 2016.